# Torres (Andalúzia)
Torres egy község Spanyolországban, Jaén tartományban. Torres Albanchez de Mágina, Cambil, Pegalajar, Mancha Real és Jimena községekkel határos. Lakosainak száma 1343 fő (2024).

## Népesség
A település népessége az elmúlt években az alábbi módon változott:
| Lakosok száma | 1773 | 1769 | 1665 | 1663 | 1619 | 1558 | 1475 | 1406 | 1360 | 1343 |
|               | 2001 | 2004 | 2007 | 2009 | 2012 | 2014 | 2017 | 2019 | 2022 | 2024 |